# Sincroscopio

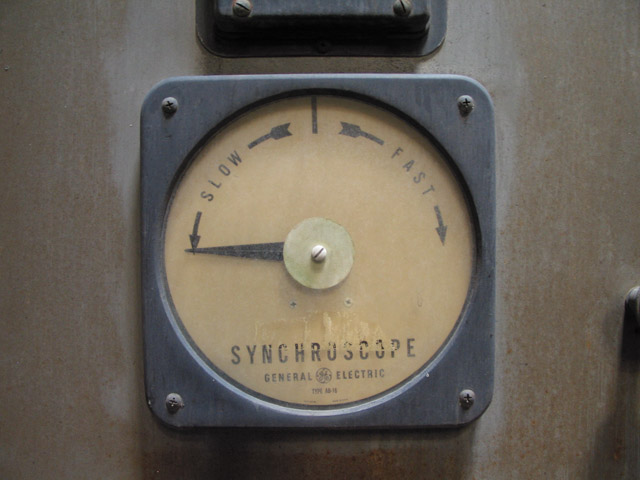
Un sincroscopio

Il sincroscopio è un dispositivo che indica il grado in cui due sistemi elettrici in corrente alternata (generatori o reti elettriche) sono sincronizzati tra loro.
Affinché due sistemi elettrici possano essere sincronizzati, entrambi i sistemi devono operare alla stessa frequenza e l'angolo di fase tra i sistemi deve essere zero (e due sistemi polifase devono avere la stessa sequenza di fase). I sincroscopi misurano e visualizzano la differenza di frequenza e l'angolo di fase tra due sistemi elettrici. Solo quando queste due quantità sono pari a zero è sicuro connettere i due sistemi. Collegando insieme due sistemi di alimentazione in corrente alternata non sincronizzati è probabile che si inneschino correnti elevate, che danneggeranno gravemente qualsiasi apparecchiatura non protetta da fusibili o interruttori automatici.

## Principi di funzionamento
Il metodo più semplice per sincronizzare un generatore con un altro sistema prevede l'uso di lampade collegate tra fasi simili dei due sistemi; quando le lampade restano spente, la tensione e la frequenza dei due sistemi sono le stesse e il generatore può essere collegato. Tuttavia, la precisione di questo approccio è bassa poiché è difficile discernere piccole differenze di fase e le lampade non mostrano le velocità relative dei due sistemi. I sincroscopi sono strumenti che mostrano la differenza di frequenza relativa (velocità) e l'angolo di fase tra la macchina da sincronizzare e la tensione del sistema.
Poiché la maggior parte dei sincroscopi è collegata solo a una fase dei due sistemi, non è possibile garantire che la sequenza di fase sia corretta. Quando generatori elettrici vengono collegati a un sistema elettrico, o vengono utilizzati collegamenti temporanei, sono necessari altri mezzi per garantire che entrambi i sistemi abbiano la stessa sequenza di fasi. Alcuni generatori utilizzano sia un sincroscopio sia un set di due lampade. Se le lampade lampeggiano fuori sequenza, la sequenza delle fasi non è corretta.
I sincroscopi sono strumenti elettrodinamici che sfruttano l'interazione dei campi magnetici per far ruotare un puntatore. Nella maggior parte dei modelli, a differenza dei voltmetri e dei wattmetri, il puntatore è libero di ruotare continuamente. I sincroscopi sono dotati di un meccanismo di smorzamento per attenuare le vibrazioni del sistema in movimento.
Un sincroscopio a palette polarizzate è dotato di un avvolgimento di campo con una rete di sfasamento disposta in modo da produrre un campo magnetico rotante. Gli avvolgimenti di campo sono collegati alla macchina da sincronizzare. Un avvolgimento polarizzante monofase è collegato al sistema già operativo ed è montato perpendicolarmente all'avvolgimento di campo e produce un flusso magnetico che attraversa le palette in movimento. Le palette mobili fanno girare un albero a cui è abbinato un puntatore che si muove su una scala. Se la frequenza della sorgente collegata all'avvolgimento polarizzatore è diversa da quella della sorgente collegata all'avvolgimento di campo, l'indicatore ruota continuamente a una velocità proporzionale alla differenza tra le frequenze del sistema (frequenza di battimento). Quando le frequenze corrispondono, le alette mobili ruoteranno in una posizione corrispondente alla differenza di fase tra le due sorgenti. È quindi possibile regolare la velocità della macchina in arrivo in modo che i due sistemi siano in accordo di fase.
Nel sincroscopio a ferro mobile, una paletta di ferro è montata su un albero insieme all'indicatore. L'avvolgimento di campo è un avvolgimento trifase, con le fasi collegate sia alla sorgente in funzione che a quella da sincronizzare tramite una rete di impedenze a sfasamento variabile contenente resistori, condensatori e induttori. In questo strumento, concettualmente l'avvolgimento di campo produce due campi magnetici rotanti dovuti alle due sorgenti. L'indicatore si muove in risposta alla somma risultante dei due campi.
Il sincroscopio a bobina incrociata assomiglia in qualche modo a un motore a induzione a rotore avvolto. Un avvolgimento del rotore bifase è collegato alla sorgente in ingresso della macchina con una rete di sfasamento tramite spazzole e anelli collettori. L'avvolgimento del campo stazionario è collegato alla sorgente da sincronizzare.
Tutti questi strumenti utilizzano connessioni monofase ai sistemi per semplificare il cablaggio. Nella maggior parte dei sistemi, i sincroscopi sono collegati tramite trasformatori di tensione per ridurre la tensione della macchina a circa 120 volt, necessaria per il funzionamento degli strumenti. I sincroscopi funzionano solo su un intervallo limitato di frequenze, di qualche punto percentuale al di sopra e al di sotto della frequenza nominale del sistema. Gli strumenti di tipo cross-coil assorbono una quantità relativamente grande di energia dai sistemi e sono progettati solo per un funzionamento di breve durata. Gli strumenti a ferro mobile e a palette polarizzate gravano meno sul sistema e possono funzionare per un periodo di tempo più lungo senza surriscaldarsi.
I sistemi elettronici digitali possono misurare e visualizzare direttamente la differenza dell'angolo di fase. Il display può essere costituito da un anello di LED discreti disposti in modo da simulare l'effetto di un puntatore che si muove su una scala, con un colore diverso del LED per indicare la condizione "in fase". Questi strumenti possono anche essere dotati di un contatto relè per l'uso di circuiti di controllo esterni per indicare il sincronismo.

## Processo di sincronizzazione

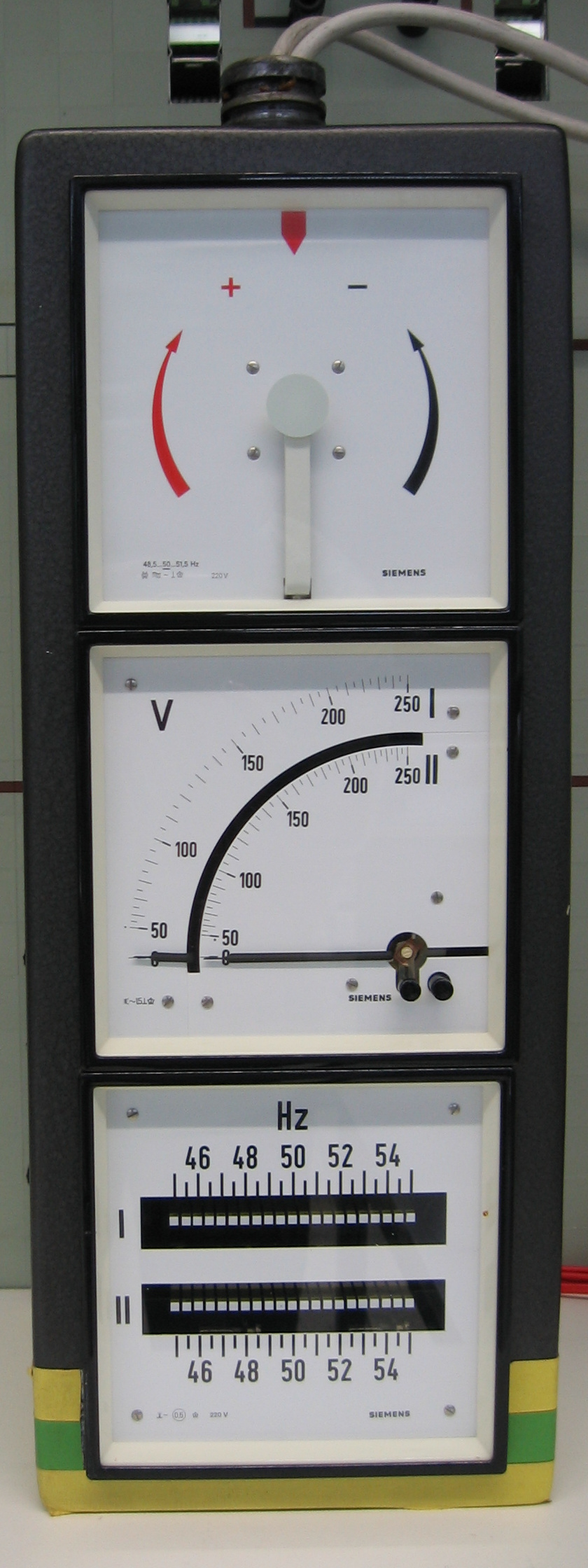
Sincroscopio moderno

I sincroscopi vengono utilizzati in qualsiasi centrale elettrica collegata a una rete elettrica esterna e anche in impianti isolati contenenti più di un generatore. Ogni generatore deve essere sincronizzato con gli altri prima di essere collegato alle sbarre dell'impianto. Se le tensioni di linea non sono uguali quando vengono collegate, scorrerà una forte corrente poiché ogni linea cercherà di equalizzare l'altra, causando danni nel processo.
Quando gli operatori di un generatore elettrico desiderano collegarlo alla rete, avviano innanzitutto il generatore a una velocità approssimativamente uguale alla frequenza della rete a cui intendono collegarsi. La tensione del generatore viene quindi adattata a quella della rete regolando la corrente di campo/indotto. Il sincroscopio è collegato alla rete elettrica e al generatore in fase di avviamento.
Se il generatore ruota a una frequenza inferiore a quella della rete, l'indicatore del sincroscopio ruota continuamente nella direzione (solitamente antioraria) contrassegnata con "lento" o "ritardo" sul quadrante, per indicare che il generatore sta girando più lentamente o in ritardo rispetto alla rete. Se il generatore ruota più velocemente della rete, la lancetta ruota continuamente nella direzione opposta, contrassegnata con "veloce" o "avanti". Successivamente, l'operatore dell'impianto regola la velocità del generatore finché non ruota esattamente alla stessa velocità (frequenza) della rete. Quando la frequenza del generatore si avvicina a quella della griglia, l'indicatore del sincroscopio rallenta e quando le frequenze corrispondono, l'indicatore smette di ruotare.
C'è poi un ultimo compito da svolgere prima che il generatore possa essere collegato alla rete. Sebbene il generatore e la rete funzionino ora alla stessa frequenza, non si trovano necessariamente nella stessa posizione nel ciclo di rotazione. Se due reti elettriche funzionanti con due angoli di fase diversi venissero collegate tra loro, si verificherebbe un guasto simile a un cortocircuito, con il rischio di danneggiare il generatore o altre apparecchiature.
La posizione (in contrapposizione alla rotazione) dell'indicatore su un sincroscopio indica l'angolo di fase tra i due sistemi. L'angolo tra i sistemi è zero quando l'indicatore del sincroscopio si trova direttamente sulla linea compresa tra le marcature "lento" e "veloce" sul quadrante.
La velocità del motore primario viene regolata leggermente in base all'indicazione "lenta" o "veloce" dell'indicatore. Poco prima che la lancetta raggiunga lo zero, l'operatore dell'impianto riporta il generatore alla frequenza di rete per fermare la lancetta quando raggiunge lo zero. Quando la lancetta è sullo zero e non si muove, i due sistemi sono sincronizzati.
Una volta sincronizzati, i due sistemi possono essere collegati in sicurezza. A seconda dell'applicazione e della progettazione del circuito, l'operatore chiude l'interruttore quando la lancetta del sincroscopio passa approssimativamente a "ore 11", mentre si sposta lentamente nella direzione "veloce". L'idea è che quando l'interruttore si chiude, la differenza di fase sarebbe prossima allo zero (ore 12).
In alcune centrali elettriche, un set di lampade può essere collegato tra il generatore e le sbarre di sistema (o tra i trasformatori di misura collegati a tali sbarre) come backup dello strumento sincroscopio. Le lampade pulsano a causa della differenza tra la frequenza del sistema e quella del generatore. Le lampade possono essere collegate in modo da spegnersi quando le tensioni di fase sono identiche e in fase.

## Veicoli multimotore
Oltre a sincronizzare i generatori con le reti elettriche, strumenti simili che indicano la differenza di frequenza vengono utilizzati anche su navi e aerei multimotore per consentire agli operatori di sincronizzare esattamente la velocità dei motori. Ciò aiuta a ridurre il rumore e le vibrazioni dovuti a piccole differenze, ad esempio nel caso di due eliche di un aereo. In questa applicazione un sincroscopio risponde a piccole differenze di velocità che non sarebbero visibili su un contagiri del motore.